# Nature writing

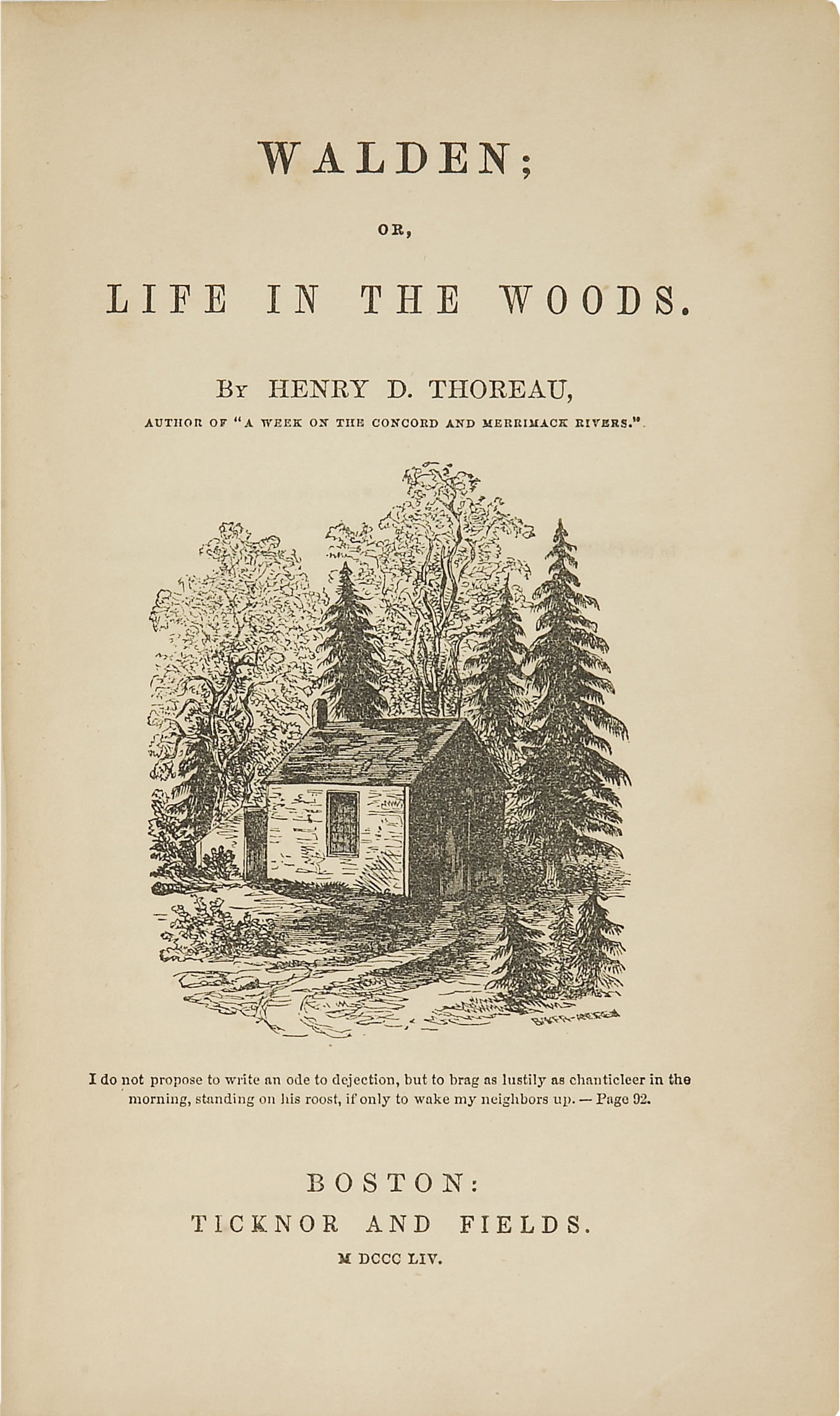
Walden ou La vie dans les bois de Henry David Thoreau, ni roman, ni autobiographie, éloge de la nature et critique de la technologie, ouvrage fondateur du genre.

Le nature writing,, (littéralement « écrire sur la nature ») est un genre littéraire né aux États-Unis dans une certaine tradition politico-philosophique remontant à Henry David Thoreau, mêlant observation de la nature et considérations autobiographiques. 

## Définition et historique
Les éditions Gallmeister, fondées en 2005, ont fait connaître ce genre en France, s’en faisant une spécialité éditoriale,. Mais on trouve des ouvrages se rattachant au genre depuis des années chez divers éditeurs. 
Pour la Revue française d’études américaines, c’est d’abord « écrire la nature ». Le fondateur du genre serait le philosophe Henry David Thoreau, également considéré comme le père de l'écologie politique. 
Bien que la catégorie soit américaine, on peut y rattacher d’autres écrivains comme le Polonais Mariusz Wilk, avec La Maison au bord de l'Oniégo (Éditions Noir sur Blanc, 2007), ou le Suisse Blaise Hofmann avec Estive (Zoé, 2007).
Les Américains considèrent ce genre littéraire comme de la non-fiction mais en France les œuvres, romanesques ou non, se côtoient : Prairie, fiction de James Galvin parue chez Albin Michel 2004, et Les Bisons du Cœur-Brisé (Au diable vauvert, 2007), récit de Dan O'Brien, en sont de parfaits exemples. Pour ce dernier, romancier, fauconnier et éleveur de bisons, « L'avenir du monde est dans la beauté sauvage ».
Pouvant s’apparenter à l’écologie, le récit de voyage ou la littérature des grands espaces (comme Légendes d'automne de Jim Harrison) est un genre pouvant aussi s’accommoder du thriller (comme la série de William G. Tapply) ou du roman historique (Danse avec les loups de Michael Blake). 
Le genre nature writing comporte suffisamment de caractères propres pour qu’il soit considéré dans le monde francophone comme un genre littéraire à part entière (cf. l’étude très influente de Lawrence Buell, The Environmental Imagination. Thoreau, Nature Writing, and the Formation of American Culture). Ainsi, pour lui, les quatre éléments-clés, qui constitueraient le « texte environnemental » et qui seraient rassemblés dans certains classiques du genre et notamment dans Walden ou La vie dans les bois, sont, pour l’essentiel, les suivants : 
- l’environnement non humain est évoqué comme acteur à part entière et non seulement comme cadre de l’expérience humaine ;
- les préoccupations environnementales se rangent légitimement à côté des préoccupations humaines ;
- la responsabilité environnementale fait partie de l’orientation éthique du texte ;
- le texte suggère l’idée de la nature comme processus et non pas seulement comme cadre fixe de l’activité humaine[8].

En France, l'écrivain André Bucher est le chef de file de ce genre littéraire.

## Ouvrages denature writing
- Edward Abbey, Désert solitaire (Desert solitaire: A Season in the Wilderness, 1968), mémoires, traduit de l'américain par Adrien Le Bihan, Petite bibliothèque Payot, Paris, 2006  (ISBN 9782228900959)
- Rick Bass, Le Livre de Yaak (The Book of Yaak, 1996), traduit de l'américain par Camille Fort-Cantoni, Éditions Gallmeister, Paris, 2007, 177 p.  (ISBN 978-2-35178-012-1)
- Michael Blake, Danse avec les loups (Dances with Wolves, 1986), roman traduit de l'américain par Gilles Bergal, Éditions J'ai lu, Paris, 2003, 315 p.  (ISBN 2290334049)
- André Bucher, Fée d'hiver (roman), 2012  (ISBN 9782360540372), La Vallée seule (roman), 2013  (ISBN 9782360540952), La Montagne de la dernière chance, 2015  (ISBN 9782360540372), A l'écart (récit), 2016  (ISBN 9782360541966), éditions Le mot et le reste
- Pete Fromm, Indian Creek : un hiver au cœur des Rocheuses (Indian Creek Chronicles, 1993), mémoires, traduit de l'américain par Denis Lagae-Devoldère, Éditions Gallmeister, Paris, 2006, 266 p.  (ISBN 2351780051)
- John Haines, Vingt-cinq ans de solitude : mémoires du Grand Nord (The Stars, the Snow, the Fire, 1989), essai, traduit de l'américain par Camille Fort, Éditions Gallmeister, Paris, 234 p.  (ISBN 9782351780015)
- Jim Harrison, Légendes d'automne (Legends of the Fall, 1979), recueil de nouvelles, traduit de l'américain par Serge Lentz, 10/18, Paris, 1985, 286 p.  (ISBN 2264006579)
- Blaise Hofmann, Estive, essai, Éditions Zoé, Genève, 2007, 161 p.  (ISBN 2881825923)
- Norman Maclean, Montana, 1919 (USFS 1919: The Ranger, the Cook and a Hole in the Sky, 1976), nouvelle semi-autobiographique, traduit de l'américain par Marie-Claire Pasquier, Éditions Rivages, coll. « Rivages poche/ Bibliothèque étrangère », Paris, 1994, 171 p.  (ISBN 2869308523)
- Dan O'Brien, Rites d'automne: le voyage d'un fauconnier à travers l'Ouest américain (The Rites of Autumn: A Falconer's Journey Across The American West, 1988), mémoires, traduit de l'américain par Gabrielle Merchez, Éditions Albin Michel, 1991, 220 p.  (ISBN 2226052135)
- Dan O'Brien, Les Bisons du Cœur-Brisé (Buffalo for the Broken Heart, 2001), mémoires, traduit de l'américain par Laura Derajinski, Éditions Au diable vauvert, coll. « Littérature générale », mai 2007, 363 p.  (ISBN 9782846261357)
- Grey Owl, La Dernière Frontière, (The Last Frontier), traduit de l'anglais par Jean Poumarat, Éditions Souffles, 2009, 368 p.  (ISBN 2876580802)
- William G. Tapply, Dérive sanglante (Bitch Creek, 2004), roman policier, traduit de l'américain par Camille Fort-Cantoni, Éditions Gallmeister, coll. « Noire », Paris, 2007, 267 p.  (ISBN 2351780116)
- Jim Tenuto, La Rivière de sang (Blood atonement, 2005), roman, traduit de l'américain par Jacques Mailhos, Éditions Gallmeister, coll. « Noire », Paris, 2006, 313 p.  (ISBN 235178006X)
- Henry David Thoreau, Walden ou la vie dans les bois (Walden; or, Life in the Woods, 1854), essai, Éditions Le mot et le reste, traduction de Brice Matthieussent et préface de Jim Harrison, Marseille, 2010, 368 p.  (ISBN 9782360540129)
- David Vann, Sukkwan Island (2008), roman traduit de l'américain par Laura Derajinski, Éditions Gallmeister, Paris, 192 p.
- Mariusz Wilk, La Maison au bord de l'Oniégo (Dom nad Oniego, 2006), essai, traduit du polonais par Robert Bourgeois, Éditions Noir sur Blanc, coll. « NSB Essai », 2007, 236 p.  (ISBN 2882501943)